# Rebecca De Mornay
Rebecca Jane Pearch coneguda com Rebecca De Mornay (29 d'agost de 1959, Santa Rosa, Califòrnia) és una actriu estatunidenca de cinema i televisió. El seu primer èxit va ser l'any 1983 amb la pel·lícula Risky Business.

## Biografia
Rebecca de Mornay va néixer com a Rebecca Jane Pearch. A l'edat de cinc anys va morir el seu padrastre, Richard De Mornay, de qui prové el seu cognom. La seva mare es va traslladar llavors amb ella i el seu germanastre a Europa i va créixer en Anglaterra i Àustria. Va obtenir la seva graduació escolar a Àustria.
De Mornay va començar a estudiar interpretació a l'Institut Lee Strasberg, a Los Angeles, i va realitzar un aprenentatge en els estudis de Francis Ford Coppola. Allí va tenir l'ocasió d'actuar en la seva primera pel·lícula, One from the Heart, l'any 1982.
Poc després va debutar en un paper protagonista, en la pel·lícula de 1983 Risky Business, protagonitzada per un jove i gairebé desconegut Tom Cruise, i que va tenir un gran èxit de taquilla. La seva interpretació d'una jove prostituta que acaba muntant un negoci a la casa de Cruise, mentre els pares d'aquest es troben de viatge, li van valer crítiques molt positives.
En els anys següents, De Mornay va intervenir en algunes pel·lícules amb actors importants, com Jon Voight en El tren de l'infern, i Kurt Russell en Backdraft. No obstant això, va tornar a aconseguir un èxit destacat en el thriller The Hand That Rocks the Cradle, en la qual interpreta magistralment a una venjativa cangur d'un bebè que es guanya la confiança de la mare, per a després actuar de forma imprevista. Amb aquestes pel·lícules de Mornay va demostrar els seus dots d'interpretació en molts i variats papers. Al mateix temps que intervenia en pel·lícules de cinema, De Mornay actuava en pel·lícules i minisèries per a la televisió, a raó d'una o dues produccions per any. Ha mantingut el seu interès per aquest mitjà en anys recents i segueix actuant regularment a la televisió. També ha actuat en certes ocasions al teatre, sobretot en produccions muntades en teatres de Los Angeles, com en el prestigiós Pasadena Playhouse.
De Mornay es va casar en dues ocasions. El seu primer matrimoni va durar només dos anys i va acabar en divorci. Es va casar per segona vegada amb Patrick O'Neal, fill de l'actor Ryan O'Neal, amb el qual té dos fills. També va viure una relació sentimental amb el conegut cantant Leonard Cohen.

## Filmografia
- One from the Heart (1982)
- Testament (1983)
- Risky Business (1983)
- El tren de l'infern (Runaway Train) (1985)
- Sara (videoclip de Jefferson Starship) (1985)
- La dona del campió (The Slugger's Wife) (o Neil Simon's The Slugger's Wife) (1985)
- Viatge a Bountiful (The Trip to Bountiful) (1985)
- La bella i la bèstia (Beauty and the Beast) (1987), veu de la Bella (Beauty)
- Feds (1988)
- And God Created Woman (1988)
- Dealers (1989)
- By Dawn's Early Light (1990)
- Backdraft (1991)
- The Hand That Rocks the Cradle (1992)
- Els tres mosqueters (The Three Musketeers) (1993)
- Guilty as Sin (1993)
- Sense testimonis (Blind Side) (1993)
- No parlis mai amb desconeguts (Never Talk to Strangers) (1995)
- The Winner (1996)
- The Con (1998)
- A Table for One (o Wicked Ways) (1999)
- Thick as Thieves (1999)
- The Right Temptation (2000)
- The Salem Witch Trials (2001)
- Identitat (Identity) (2003)
- Lords of Dogtown (2004)
- Escolta la meva veu (Raise Your Voice) (2004)
- De boda en boda (Wedding Crashers) (2006)
- American Venus (2007)
- Flipped (2010)
- Mother's Day (2010)
- American Reunion (2012)
- Apartament 1303 (2012)
- Jessica Jones (2015)
- Collar (2015)
- I Am Wrath (2016)
- Lucifer (2016)[6]
- She Ball (2020)
- Peter Five Eight (2022)